# Adolph Ernst Knoch
Adolph Ernst Knoch (* 19. Dezember 1874 in St. Louis, Missouri; † 28. März 1965 in Los Angeles) war Autor zahlreicher theologischer Schriften und Bibelherausgeber.

## Leben
Knoch wurde im deutschsprachigen Teil von St. Louis als Sohn von Adolph Knoch, der aus Deutschland in die USA ausgewandert war, geboren. Eine seiner Schwestern, Addie, blieb in Deutschland zurück. Knoch wuchs zweisprachig auf: Im Elternhaus wurde nur Deutsch gesprochen, erst in der Schule lernte er Englisch. 1885 zog die Familie nach Los Angeles um, wo er 1893 die High School absolvierte. Einer der Lehrer soll ihm gesagt haben, dass er schriftstellerisches Talent habe und große Literatur wie Shakespeare oder die Bibel studieren sollte. Da ihm Werke von Shakespeare nicht vorlagen, las sich der junge Knoch in die Familienbibel ein.
Während der Schulzeit und danach (insgesamt rund 20 Jahre) arbeitete er als Drucker in der Firma seines Bruders. Im Rahmen eines Druckauftrags kam er mit den „Offenen Brüdern“ zusammen. Ihr Prediger McClure führte ihn in diese Gruppe ein. Er schloss sich ihnen an und ließ sich taufen.
Aufgrund seines Interesses an Sprachen studierte er um 1900 am „Los Angeles Bible Institute“ Altgriechisch, um das Neue Testament in der Ursprache lesen zu können. 1901 erschien die von ihm erwartete Bibelausgabe American Standard Version, von der er aber enttäuscht war. In dieser Zeit begann er, seine Form der konkordanten Methode der Bibelübersetzung zu entwickeln.
Bei den „Offenen Brüdern“ lernte er Olive Hyde kennen, eine ebenfalls gläubige Lehrerin, die er im April 1903 heiratete. Knoch begann, beim lokalen YMCA Griechischkurse zu geben. Er entdeckte aber zunehmend Fehler in herkömmlichen Übersetzungen und hörte auf, Griechisch in der traditionellen Bibelübersetzertradition zu unterrichten, weil er nicht etwas weitergeben wollte, von dem er nicht mehr ganz überzeugt war. Er fing an, das biblische Griechisch systematisch aufzubereiten und über seine Arbeit zu schreiben.
Am 5. November 1906 wurde sein Sohn Ernest Oliver geboren.
Ethelbert William Bullinger, Herausgeber des in England erscheinenden Magazins Things to Come, veröffentlichte ab 1906 einige Texte von Knoch. Der in den USA lebende Russe Vladimir Gelesnoff las davon und nahm mit ihm Kontakt auf. Zusammen veröffentlichten sie dann das Magazin Grace and Glory, das aber nach acht Ausgaben 1909 eingestellt wurde. Stattdessen erschien einige Zeit später das bis heute verlegte Magazin Unsearchables Riches (Unausforschlicher Reichtum), das insbesondere das richtige „Schneiden“ des Wortes Gottes zum Inhalt hatte (Dispensationalismus) und detaillierte Wortstudien betreiben sollte. Knoch war dabei für das griechische Neue Testament zuständig, während Gelesnoff das hebräische Alte Testament bearbeitete.
Knoch veröffentlichte in der Folge verschiedene Bücher und Schriften. Ab 1915 arbeitete er zudem die konkordante Methode weiter aus. Er verwendete dabei Tausende von Karteikarten, auf der alle Vorkommen jedes griechischen Wortes aufgeführt waren.
Nachdem sein Bruder die Druckerei verkauft hatte, arbeitete Knoch noch einige Jahre dort, bis die Druckerei Kriegsdrucksachen drucken sollte. Er weigerte sich und wurde zusammen mit einem weiteren Angestellten (Herman Vogel) entlassen, der eine Bildkartendruckerei kaufte. Knoch arbeitete dort noch einige Monate, bis er entschied, vollzeitlich für seine religiösen Überzeugungen zu arbeiten. Vogel druckte später dort das Magazin Unsearchable Riches und die Bibel Concordant Version, wie es bis heute der Fall ist.
Knoch sah sich aber vor allem als Kompilator, da er auf ausgewiesene Griechisch-Experten wie George L. Rogers (Almont, Michigan), Edward H. Clayton (Sheffield, England) und Earl Taber und viele andere zurückgreifen konnte. Zunächst in mehreren Teilen, angefangen 1919 mit der Offenbarung (da in der Weltkriegphase die Endzeitstimmung überhandnahm), wurde die konkordante Übersetzung des Neuen Testaments 1926 auch komplett veröffentlicht.
Am 7. September 1926 starb seine Frau.
1931 besuchte Knoch auf einer Deutschlandreise einige deutsche Evangelisten, mit denen er Kontakt pflegte, wie die Witwe von Ernst Ferdinand Ströter, Direktor Heinrich Schädel und Superintendent Wilhelm Israel vom Prophetischen Wort, August Dieterich und Willy Dick, die Missionare Carl Czerwinski und Fritz Gasser, die Prediger Heinrich Großmann und Max Springer sowie die Herausgeberinnen des Überwinder (Wally von Bissing und Sigrid von Kanitz), die die Übersetzungen seiner Artikel gelesen hatten.
Am 25. Mai 1932 heiratete er in Potsdam Sigrid Charlotte Clementine Marie Gräfin von Kanitz (* 20. Juli 1876 auf Schloss Pansevitz; † 12. Januar 1967 in Los Angeles). Sigrid Knoch übersetzte in der Folge Artikel ihres Mannes für den deutschen Unausforschlichen Reichtum. Abweichend von dem ursprünglichen Plan, sofort in die Vereinigten Staaten zurückzukehren, beschlossen sie, im Haus von Baronin Wally von Bissing die deutsche Version einer konkordanten Übersetzung zu erarbeiten, die dann 1939 in Berlin herausgegeben wurde.
1939 wurde Knoch – wie andere US-Staatsangehörige auch – wegen des drohenden Krieges von der amerikanischen Botschaft gedrängt, in die USA zurückzukehren. Dort wurde er während des Zweiten Weltkriegs wegen der Ehe mit einer Deutschen und seiner regen Kontakte nach Deutschland vom FBI beobachtet (Akte No. 100-20677; Urteil: unbedenklich).
1965 starb Knoch im Alter von 90 Jahren.

## Theologie
Zentral in der Entwicklung seiner theologischen Überzeugungen war die Arbeit an der Konkordanten Bibelübersetzung. Er zog daraus den Schluss, dass einige Lehren, die er bei den „Offenen Brüdern“ kennengelernt hatte, sich nur aufgrund von aus seiner Sicht ungenauen bzw. falschen Bibelübersetzungen „biblisch“ nennen könnten, und nahm Abstand von ihnen. Dazu gehört beispielsweise die Höllenlehre, er vertrat also später die Allaussöhnung. Überarbeitet, aber im Prinzip übernommen hat er den starken Dispensationalismus der Brüderbewegung (entwickelt von John Nelson Darby), der von zwei verschiedenen Evangelien für die Juden und die Nationen (gr.: ethnos) ausging. Einen gewissen Einfluss mag auch die Sicht von Ethelbert William Bullinger gehabt haben. Knoch lehnte die Trinitätslehre ab, da er die Gottheit Jesu Christi im Sinne der Wesensgleichheit mit Gott dem Vater nicht mit der Bibel belegt sah. Er meinte außerdem, dass sich die Seele beim Tod auflöse, da die Seele aus dem Körper und dem Geist bestehe (Seelenschlaf) und die Lehre von der unsterblichen Seele eine unbiblische Lehre aus dem Platonismus sei (Ganztodtheorie).

## Schriften
- Konkordantes Neues Testament, Konkordanter Verlag, Pforzheim
- Concordant Literal New Testament, Concordant Publishing Concern (jeweils zusammen mit einem Übersetzerteam)
- Gott und sein Christus
- Der Kalender Gottes, Konkordanter Verlag, Pforzheim
- Das Geheimnis der Auferstehung, Konkordanter Verlag, Pforzheim
- Das Böse – Ursprung, Zweck und Ziel im Vorsatz Gottes, Konkordanter Verlag, Pforzheim